# Ormyrus ermolenkoi
Ormyrus ermolenkoi är en stekelart som beskrevs av Zerova 2006. Ormyrus ermolenkoi ingår i släktet Ormyrus och familjen kägelglanssteklar. Inga underarter finns listade i Catalogue of Life.